# Scheutveld
Scheutveld is een wijk van de Belgische gemeente Anderlecht in het Brussels Hoofdstedelijk Gewest. De wijk ligt nabij de wijk Scheut in het noorden van de gemeente, tegen de grens met Sint-Jans-Molenbeek.

## Geschiedenis
Scheutveld was vroeger de naam van een landelijk gebied tussen Anderlecht en Sint-Jans-Molenbeek. Op het Scheutveld werd in 1356 de Slag bij Scheut gestreden. In de 15de eeuw bevond zich in Scheut een kartuizerklooster. In de 20ste eeuw werd het gebied verstedelijkt.
Aa · Biestebroek · Birmingham · Broek · Buffon · Dageraad (Aurore) · Goede Lucht (Bon Air) · Klein Eiland · Kuregem · Meir · Mijlemeers · Moortebeek · Neerpede · Peterbos · Poxcat · Het Rad · Scherdemaal · Scheut · Scheutveld · Veeweide · Vijverswijk · Vlazendaal · Vogelenzang · Waasbroek